# Sergio Ulivieri
Sergio Ulivieri (San Miniato Basso, 13 novembre 1915 – ...) è stato un calciatore e allenatore di calcio italiano, di ruolo centrocampista o attaccante.
Era lo zio di Renzo Ulivieri.

## Carriera
Ala, giocò varie stagioni in Serie B con Siena ed Empoli (del quale fu anche allenatore), e con i bianconeri disputò anche il campionato misto A/B nella stagione 1945-1946.

## Palmarès

### Giocatore

#### Competizioni regionali
- Prima Divisione: 1

Empoli: 1936-1937